# Baseball aux Jeux olympiques d'été de 1996
Navigation
Édition précédente Édition suivante
Le tournoi de baseball des Jeux olympiques d'été de 1996 s'est disputé du 20 juillet au 2 août 1996 à Atlanta aux États-Unis. Les rencontres ont eu lieu au Atlanta-Fulton County Stadium.

## Équipes participantes
| Pays         | Critère de qualification                                                                     | Participations aux JO |
| ------------ | -------------------------------------------------------------------------------------------- | --------------------- |
| Australie    | Champion d'Océanie 1995 Vainqueur d'un barrage contre le champion d'Afrique (Afrique du Sud) | 1re                   |
| Corée du Sud | 2e au tournoi de qualification olympique asiatique 1995                                      | 1re                   |
| Cuba         | 1er aux jeux Panaméricains 1995                                                              | 2e                    |
| États-Unis   | Pays organisateur                                                                            | 2e                    |
| Italie       | Vice-champion d'Europe 1995                                                                  | 2e                    |
| Japon        | 1er au tournoi de qualification olympique asiatique 1995                                     | 2e                    |
| Nicaragua    | 2e aux jeux Panaméricains 1995                                                               | 1re                   |
| Pays-Bas     | Champion d'Europe 1995                                                                       | 2e                    |

## Format du tournoi
Les huit équipes participantes jouent chacune contre les sept autres lors du tour préliminaire. Les quatre meilleures équipes se qualifient pour les demi-finales (1er contre 4e et 2e contre 3e).
Les vainqueurs des demi-finales jouent pour les médailles d'or et d'argent en finale, alors que les perdants se disputent la médaille de bronze.
Le tournoi est ouvert uniquement aux joueurs amateurs. Les équipes sont limitées à 20 joueurs.
L'utilisation de battes en aluminium est autorisée. Si une équipe a plus de dix points d'avance pendant ou après la 7e manche, la rencontre est terminée (mercy rule).

## Médaillés
| Médaille           | Pays       | Joueurs |
| ------------------ | ---------- | --- |
| Médaille d'or      | Cuba       | Omar Ajete, Miguel Caldes, Jose Contreras, Jose Estrada, Jorge Fumero, Alberto Hernandez, Rey Isaac, Orestes Kindelan, Pedro Lazo, Omar Linares, Omar Luis, Juan Manrique, Eliecer Montes de Oca, Antonio Pacheco, Juan Padilla (en), Eduardo Paret, Osmany Romero, Antonio Scull, Luis Ulacia, Lázaro VargasManager : Jorge FuentesAssistant : Luis Gonzalez                            |
| Médaille d'argent  | Japon      | Kosuke Fukudome, Tadahito Iguchi, Makoto Imaoka, Takeo Kawamura, Jutaro Kimura, Takashi Kurosu, Takao Kuwamoto, Nobuhiko Matsunaka, Koichi Misawa, Masahiko Mori, Masao Morinaka, Daishin Nakamura, Masahiro Nojima, Hideaki Okubo, Hitoshi Ono, Yasuyuki Saigo, Tomoaki Sato, Masanori Sugiura, Takayuki Takabayashi, Yoshitomo TaniManager : Katsuji KawashimaAssistant : Kozo Otagaki |
| Médaille de bronze | États-Unis | Chad Allen, Kris Benson, R. A. Dickey, Troy Glaus, Chad Green, Seth Greisinger, Kip Harkrider, A.J. Hinch, Jacque Jones, Billy Koch, Mark Kotsay, Matt LeCroy, Travis Lee, Braden Looper, Brian Loyd, Warren Morris, Augie Ojeda, Jim Parque, Jeff Weaver, Jason WilliamsManager : J. BertmanAssistant : Ronald Polk                                                                     |

## Classement final
1.  Cuba
2.  Japon
3.  États-Unis
4.  Nicaragua
5.  Pays-Bas
6.  Italie
7.  Australie
8.  Corée du Sud

## Résultats

### Tour préliminaire
| Date       | Heure | Recevant     | Visiteur     | Score         |
| ---------- | ----- | ------------ | ------------ | ------------- |
| 20 juillet | 10:30 | Nicaragua    | États-Unis   | 1 - 4         |
| 20 juillet | 15:00 | Australie    | Cuba         | 8 - 19 (8 m.) |
| 20 juillet | 21:45 | Pays-Bas     | Japon        | 2 - 12 (7 m.) |
| 21 juillet | 15:00 | Italie       | Corée du Sud | 2 - 1         |
| 21 juillet | 20:00 | Cuba         | Japon        | 8 - 7 (10 m.) |
| 22 juillet | 10:00 | Australie    | Pays-Bas     | 6 - 16 (8 m.) |
| 22 juillet | 15:00 | Nicaragua    | Italie       | 7 - 2         |
| 22 juillet | 20:00 | États-Unis   | Corée du Sud | 7 - 2         |
| 23 juillet | 10:00 | Cuba         | Pays-Bas     | 18 - 2 (7 m.) |
| 23 juillet | 15:00 | Corée du Sud | Nicaragua    | 3 - 8         |
| 23 juillet | 20:00 | Japon        | Australie    | 6 - 9         |
| 24 juillet | 15:00 | Italie       | États-Unis   | 3 - 15 (7 m.) |
| 24 juillet | 20:00 | Corée du Sud | Cuba         | 11 - 14       |
| 25 juillet | 10:00 | Pays-Bas     | Nicaragua    | 0 - 5 (6 m.)  |
| 25 juillet | 15:00 | Australie    | Italie       | 8 - 12        |
| 25 juillet | 20:00 | Japon        | États-Unis   | 5 - 15 (7 m.) |
| 27 juillet | 10:00 | Nicaragua    | Japon        | 6 - 13        |
| 27 juillet | 15:00 | Cuba         | Italie       | 20 - 6 (7 m.) |
| 27 juillet | 20:00 | États-Unis   | Australie    | 15 - 5 (7 m.) |
| 28 juillet | 10:00 | Corée du Sud | Pays-Bas     | 11 - 3        |
| 28 juillet | 15:00 | États-Unis   | Cuba         | 8 - 10        |
| 28 juillet | 20:00 | Nicaragua    | Australie    | 10 - 0 (8 m.) |
| 29 juillet | 10:00 | Italie       | Pays-Bas     | 7 - 8         |
| 29 juillet | 15:00 | Cuba         | Nicaragua    | 8 - 7         |
| 29 juillet | 20:00 | Japon        | Corée du Sud | 14 - 4 (7 m.) |
| 30 juillet | 10:00 | Pays-Bas     | États-Unis   | 1 - 17 (7 m.) |
| 30 juillet | 15:00 | Japon        | Italie       | 12 - 1 (8 m.) |
| 30 juillet | 20:00 | Corée du Sud | Australie    | 8 - 11        |

### Classement du tour préliminaire
| Pl. | Équipe       | J | V | D | PM | PC | %     |
| --- | ------------ | - | - | - | -- | -- | ----- |
| 1   | Cuba         | 7 | 7 | 0 | 97 | 49 | 1.000 |
| 2   | États-Unis   | 7 | 6 | 1 | 81 | 27 | .857  |
| 3   | Japon        | 7 | 4 | 3 | 69 | 45 | .571  |
| 4   | Nicaragua    | 7 | 4 | 3 | 44 | 30 | .571  |
| 5   | Pays-Bas     | 7 | 2 | 5 | 32 | 76 | .286  |
| 6   | Italie       | 7 | 2 | 5 | 33 | 71 | .286  |
| 7   | Australie    | 7 | 2 | 5 | 47 | 86 | .286  |
| 8   | Corée du Sud | 7 | 1 | 6 | 40 | 59 | .143  |

J : rencontres jouées, V : victoires, D : défaites, PM : points marqués, PC : points concédés, % : pourcentage de victoire.
Les quatre premières équipes (Cuba, États-Unis, Japon et Nicaragua) sont qualifiées pour les demi-finales. Le score du match entre les équipes à égalité est utilisé pour les départager.
Ainsi, le Japon devance le Nicaragua grâce à sa victoire 13-6.

### Demi-finales
La première demi-finale s'est jouée devant 32 607 spectateurs, la seconde devant 47 310 spectateurs.
| Date     | Heure | Recevant   | Visiteur  | Score  |
| -------- | ----- | ---------- | --------- | ------ |
| 1er août | 14:00 | Cuba       | Nicaragua | 8 - 1  |
| 1er août | 19:00 | États-Unis | Japon     | 2 - 11 |

### Rencontre pour la médaille de bronze
La finale pour la médaille de bronze s'est jouée devant 41 002 spectateurs. 
| Date   | Heure | Recevant  | Visiteur   | Score  |
| ------ | ----- | --------- | ---------- | ------ |
| 2 août | 14:00 | Nicaragua | États-Unis | 3 - 10 |

### Finale
La finale du tournoi s'est disputée à devant 44 221 spectateurs.
| Date   | Heure | Recevant | Visiteur | Score  |
| ------ | ----- | -------- | -------- | ------ |
| 2 août | 19:00 | Cuba     | Japon    | 13 - 9 |